# Adra argentilinea
Adra argentilinea là một loài bướm đêm trong họ Noctuidae.